# Soulstorm
Soulstorm ist eine kanadische Industrial- und Death-Metal-Band aus Toronto, die im Jahr 1991 gegründet wurde.

## Geschichte
Die Band wurde im Mai 1991 von Bassist und Sänger Nick Sagias gegründet, nachdem sich seine vorherige Band Overthrow aufgelöst hatte. Außerdem spielte er noch bei Pestilence. Die Band nahm ein Demo auf, das im Jahr 1991 über Epidemic Records unter dem Namen Control veröffentlicht wurde. Nach diversen Konzerten folgte im Jahr 1992 mit Darkness Visible über Metal Blade Records, Music for Nations und Epidemic Records das Debütalbum. Der Veröffentlichung folgte das erste Musikvideo zum Lied Disruption. Außerdem hielt die Band Konzerte ab zusammen mit Entombed, KMFDM, Cannibal Corpse, Grave, U.S.S.A., Malhavoc, Suffocation, Clutch, Cancer und Massacre. Zudem hielt die Band Touren durch die USA und Kanada ab, zusammen mit Sacrifice, Thought Industry und Genitorturers. Gegen Ende des Jahres 1993 ging Sagias mit einer neuen Besetzung auf Tour durch Kanada zusammen mit Monster Voodoo Machine. Zudem wurde 1994 das zweite Album From Euphoria to Paranoia über Cargo Records veröffentlicht. Zur selben Zeit wurde zudem ein zweites Musikvideo für Turning Point veröffentlicht. Nach einer Pause im Jahr 1996, fand die Besetzung von der Zeit zur Veröffentlichung von From Euphoria to Paranoia wieder zusammen und nahm die EP Under the Killing Sun auf. Die EP war auf 1000 Stück begrenzt und erschien über Sagias' Label Sweet Tooth Records. Zudem wurde das Musikvideo Brand New Day veröffentlicht. Ab Ende Dezember 1999 wurde das Bandprojekt pausiert, ehe 2011 die Arbeiten zum Album Fall of the Rebel Angels begannen, wobei Rob Urbinati (Sacrifice) als Gastsänger zu hören war. Zur Veröffentlichung folgte ein Konzert zusammen mit Hanzel und Gretyl. Als neue Mitglieder waren die Gitarristen Bryan Mallon und Shawn Stoneman, als neuer Schlagzeuger Chris Mezzabotta in der Band.

## Stil
Die Band spielt eine Mischung aus Death- und Industrial-Metal, die mit der Musik von Godflesh vergleichbar ist. Auch sind teilweise Einflüsse aus dem Doom Metal hörbar. Charakteristisch ist außerdem auch der Einsatz eines Drumcomputers.

## Diskografie
- 1991: Control (Demo, Epidemic Records)
- 1992: Darkness Visible (Album, Metal Blade Records / Music for Nations / Epidemic Records)
- 1994: From Euphoria to Paranoia (Album, Cargo Records)
- 1994: In Moments of Weakness… (Split mit Mundane, Utopian Vision Music)
- 1996: A New Level of Surrender (Single, Fever Pitch Records)
- 1998: Under the Killing Sun (EP, Sweet Tooth Records)
- 2012: Fall of the Rebel Angels (Album, Eigenveröffentlichung)